# Ispica
Ispica er en italiensk by (og kommune) i regionen Sicilien i Italien, med omkring 16.253(2023) indbyggere.  